# Jovaris
Jovaris je řeka na západě Litvy, pramenící 2 km na jih od obce Ramučiai (okres Šilutė), ústí do řeky Šyši necelý 1 km na jihozápad od vísky Grabupėliai, 2 km na východ od okresního města Šilutė, 13,4 km od jejího ústí do ramene Němenu Atmata jako její pravý přítok. Teče zpočátku na východ, u vsi Didšiliai se stáčí ostře na jihovýchod, po 2 km ostře na jihozápad, dále na západ, dále na jih, u vísky Šilmeižiai na západ, dále na jihozápad, protéká klikatě vískou Grabupėliai a necelý 1 km na jihozápad od ní se vlévá do řeky Šyši.

## Přítoky
Říčka nemá významné přítoky.